# Pseudomoraria triglavensis
Pseudomoraria triglavensis é uma espécie de crustáceo da família Canthocamptidae.
É endémica da Eslovénia.